# 센트루 스포르치부 알라고아누
센트루 스포르치부 알라고아누(포르투갈어: Centro Sportivo Alagoano)는 짧게 CSA라고도 불리며, 1913년 9월 7일에 창단한 브라질의 축구단으로, 알라고아스주의 마세이오를 연고로 한다. 현재 브라질 축구 3부 리그인 캄페오나투 브라질레이루 세리이 C에 참가하고 있다. CSA는 알라고아스 주에서 가장 인기가 많은 축구단 중 한 팀으로, 최대 라이벌은 CRB이다. 구단의 상징은 아줄랑으로, 푸른 빛을 띄는 조류의 한 종류이다.

## 역사
CSA는 1913년 9월 7일 창단되었으며, 그 때가 브라질이 포르투갈로부터 독립한 지 100주년이 되던 날이었기 때문에, 구단명을 그에 맞추어 센트루 스포르치부 세치 지 세템브루라 지었다. 1914년 브라질의 2대 대통령이자 파라과이 전쟁의 영웅인 플로리아누 페이쇼투의 이름을 따, 구단명을 센트루 스포르치부 플로리아누 페이쇼투로 변경하였다. 1918년 현재의 구단명으로 최종 변경되었다.
1928년 캄페오나투 알라고아누에서 첫번째 우승 타이틀을 거머쥐었다.
1980년 CSA는 캄페오나투 브라질레이루 세리이 B에서 2위를 기록하며, 론드리나 EC와 승격을 놓고 격돌하였으나, 홈에서 1-1 그리고 원정에서 4-0 패배를 당하며 세리이 B에 잔류하게 되었다. 1982년 다시 승격을 위해 캄푸 그란지 AC와 경쟁하였고, 1차전 2-1 패배를 당했지만 2차전에서 4-3 승리를 거두며 3차전 재경기까지 이어나갔다. 그러나 CSA는 3차전에서 3-0 완패를 당했다. 1983년 CSA는 또다시 승격 경쟁에 뛰어들었고, CA 주벤투스와 1차전 경기에서 3-1 승리를 따냈으나, 2차전에서 3-0 패배를 당하며 또다시 3차전 재경기로 넘어갔다. CSA는 주벤투스와의 3차전 경기에서 0-1 패배를 당하고 또다시 최상위 리그 승격에 실패하였다.
1999년 CSA는 코파 두 노르데스치에 참가하였고, 4강에서 EC 바이아에게 패하여 탈락하였다. 그러나 대회 우승팀 EC 비토리아와 준우승팀 EC 바이아, 3위를 기록한 스포르트 헤시피가 잇따라 코파 CONMEBOL에 불참하게 되면서, 4위를 기록한 CSA가 코파 CONMEBOL에 참가하게 되었다. 놀랍게도 CSA는 코파 CONMEBOL 결승전까지 진출하였으며, 아르헨티나의 CA 타예레스와 대륙 대회 우승컵을 놓고 격돌하였다. 1차전에서 CSA는 4-2 승리를 기록하였으나, 2차전 원정에서 3-0 패배를 기록하며 우승을 놓쳤다. 그러나 대회 최다 득점자는 CSA에서 배출하였으며, 선수는 미시뉴였다.

## 대회 경력
- 코파 CONMEBOL
  - 준우승 (1) : 1999
- 캄페오나투 브라질레이루 세리이 C
  - 준우승 (3) : 1980, 1982, 1983
- 캄페오나투 브라질레이루 세리이 C
  - 우승 (1) : 2017
- 캄페오나투 알라고아누
  - 우승 (37) : 1928, 1929, 1933, 1935, 1936, 1941, 1942, 1944, 1949, 1952, 1955, 1956, 1957, 1958, 1960, 1963, 1965, 1966, 1967, 1968, 1971, 1974, 1975, 1980, 1981, 1982, 1984, 1985, 1988, 1990, 1991, 1994, 1996, 1997, 1998, 1999, 2008

## 선수 명단

### 현역
참고: FIFA 자격 규정에 따라 소속된 국가대표팀 국기를 표시합니다. 선수는 복수의 FIFA 비회원국 국적을 가지고 있을 수 있습니다.
| 번호 | 포지션 | 국적 | 이름 |
| ---- | ------ | ---- | ---- |

| 번호 | 포지션 | 국적     | 이름          |
| ---- | ------ | -------- | ------------- |
| -    | FW     | 콜롬비아 | 레이 바네가스 |

## 역대 감독
| 감독                   | 임기 |
| ---------------------- | ---- |
| 루이스 펠리피 스콜라리 | 1982 |
| 아르제우 푸크스        | 2019 |
| 아르제우 푸크스        | 2020 |